# Érismature à tête blanche
Oxyura leucocephala
Espèce
Statut de conservation UICN

 EN A2bcde+4bcde : En danger
Statut CITES
Répartition géographique

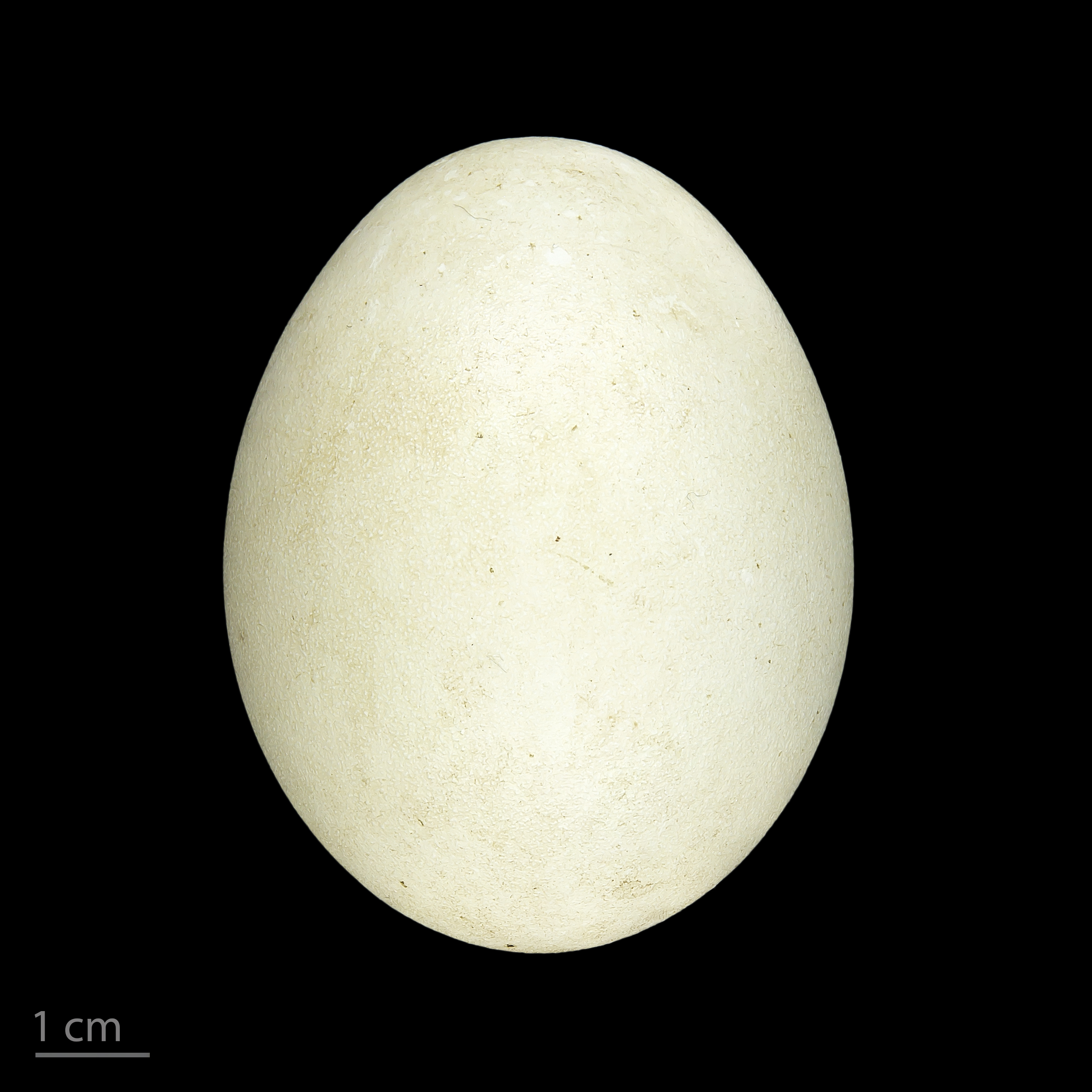
Oxyura leucocephala - MHNT

L’Érismature à tête blanche (Oxyura leucocephala) est une espèce de canards à large bec plat et bleu, et à la queue rigide. Cette espèce a disparu de France en tant que nicheuse (elle s'est reproduite en Corse jusqu'en 1966) selon Dubois et al. (2008). Elle est devenue assez rare au sud de l'Europe où elle est considérée comme en danger. L'expansion d'une espèce exotique introduite proche (l'érismature rousse : Oxyura jamaicensis) est également source de perte de diversité génétique, et de  pollution génétique pour l'espèce par suite d'hybridation. 
L'érismature vole mal et est maladroit sur terre où on ne le voit presque jamais. Mais très à l'aise sur et sous l'eau : c'est un excellent plongeur et nageur, qui peut parcourir 30 à 40 mètres sous l'eau, en se nourrissant sur le fond (où il s'empoisonne souvent mortellement en ingérant de la grenaille de plomb de chasse) ou pour fuir un éventuel prédateur (ses plongées durent en moyenne 15 à 25 secondes). Il est à la fois diurne et nocturne.

## Aire actuelle de répartition
On peut encore l'observer comme nicheuse dans certains marais d'eau douce et des lagunes saumâtres dans le sud de l'Espagne, la Sardaigne, en ex-Yougoslavie, en Turquie, et en Algérie dans la région d'El Kala (frontalière avec la Tunisie). Il est aussi observé en Tunisie sur la retenue du barrage d'El Haouareb près de la ville de Kairouan (avec une population qui augmente en hiver jusqu'à 334 individus dénombrés), mais certaines années de faibles pluviométrie, le réservoir est complètement à sec et il n'est pas connu à l'heure actuelle où les oiseaux se déplacent.

## Habitats
Ce canard se réfugie aujourd'hui dans des paysages ouverts (de types steppiques) avec des étendues d'eau de type lac, lagunes saumâtres et occasionnellement réservoirs artificiels ; souvent entourés de roselières denses. 
En hivernage, il recherche de grandes étendues d'eau dégagés mais toujours entourés d'une dense végétation palustre.

## Description

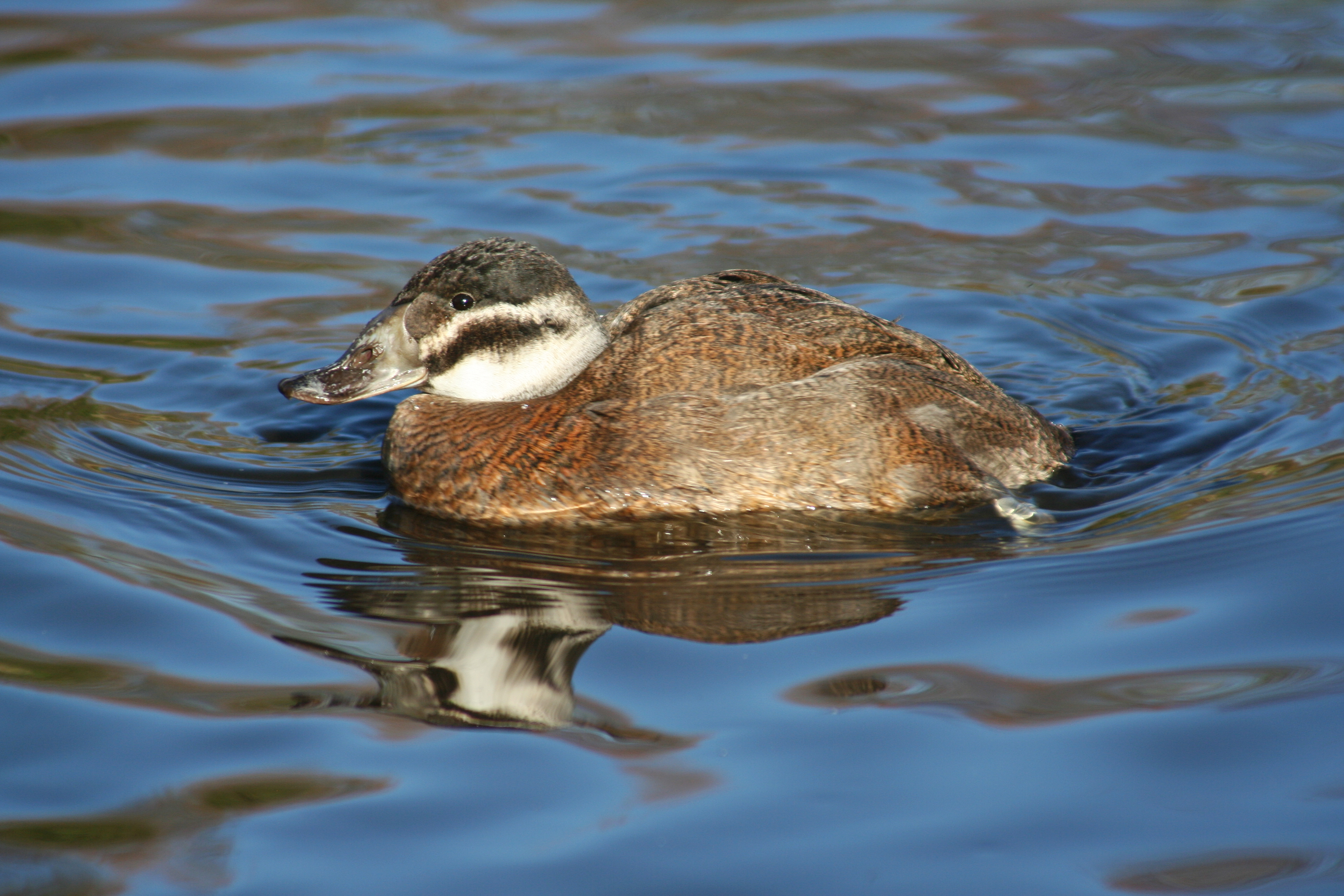
femelle

Reconnaissable à un gros bec bleu dont la base est renflée, une grosse tête blanche surmontée en période nuptiale d'une calotte noire et une silhouette trapue. Entre les plumes blanches de la tête et les plumes brunes du reste du corps un anneau de plumes foncées est visible. La couleur du plumage varie du brun au roux (parfois assez roux pour être confondu avec l'érismature à tête rousse, qui est cependant d'une taille plus petite et qui possède plus de noir sur la tête et des couvertures sous-caudales blanches.
Cet animal mesure jusqu'à 46 cm. pour une envergure de 62 à 70 cm et un poids de 510 à 900 grammes.

## Chant

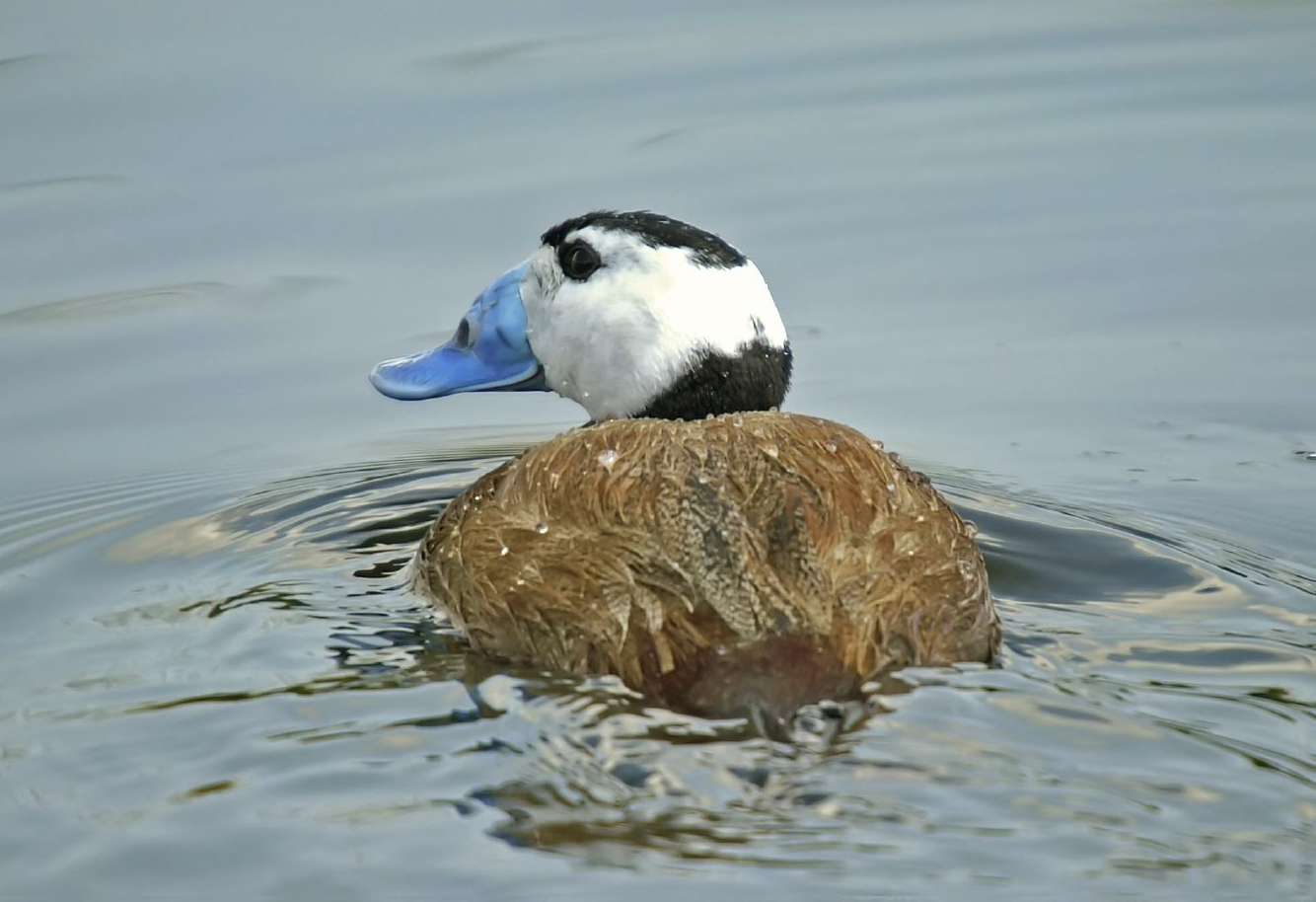
Le renflement du bec, sa couleur bleue, et la grosse tête blanche comptent parmi les caractéristiques de l'espèce.

Ce carnard est discret, mais lors de parades de groupes, produit quelquefois des grognements et bourdonnements. La femelle produit parfois des cris aigus.

## Comportement
Cet oiseau aquatique omnivore apprécie les graines, les végétaux aquatiques et mange de petits invertébrés (crustacés et mollusques notamment).  a une activité à la fois diurne et nocturne. Sociable et vivant en groupe, il devient territorial et mène une vie de couple lors de la reproduction qui se fait toujours à proximité de rives bien végétalisées et de zones d'herbiers subaquatiques. 
Certains groupes sont sédentaires (en Espagne et en Afrique du Nord) et d'autres sont migrateurs (dans les steppes russes où ces oiseaux vont hiverner en région méditerranéenne voire dans le sud de l'Asie).

## Menaces
L'Érismature à tête blanche est une espèce en forte voie de régression, déjà considérée comme disparue (parfois depuis le début du XXe siècle) dans de nombreux pays européens, dont en France.
Elle est une des premières victimes du saturnisme aviaire et comme d'autres espèces du recul des zones humides.
En raison de son comportement alimentaire, c'est l'une des espèces d'anatidés qui ingère le plus grand nombre de plombs toxiques (grenaille de plomb de chasse acquis avec la nourriture prélevée dans le sédiment). 

Ces plombs, probablement confondu avec le grit sont stockés dans le gésier où ils seront rapidement érodés par les cailloux également ingérés.

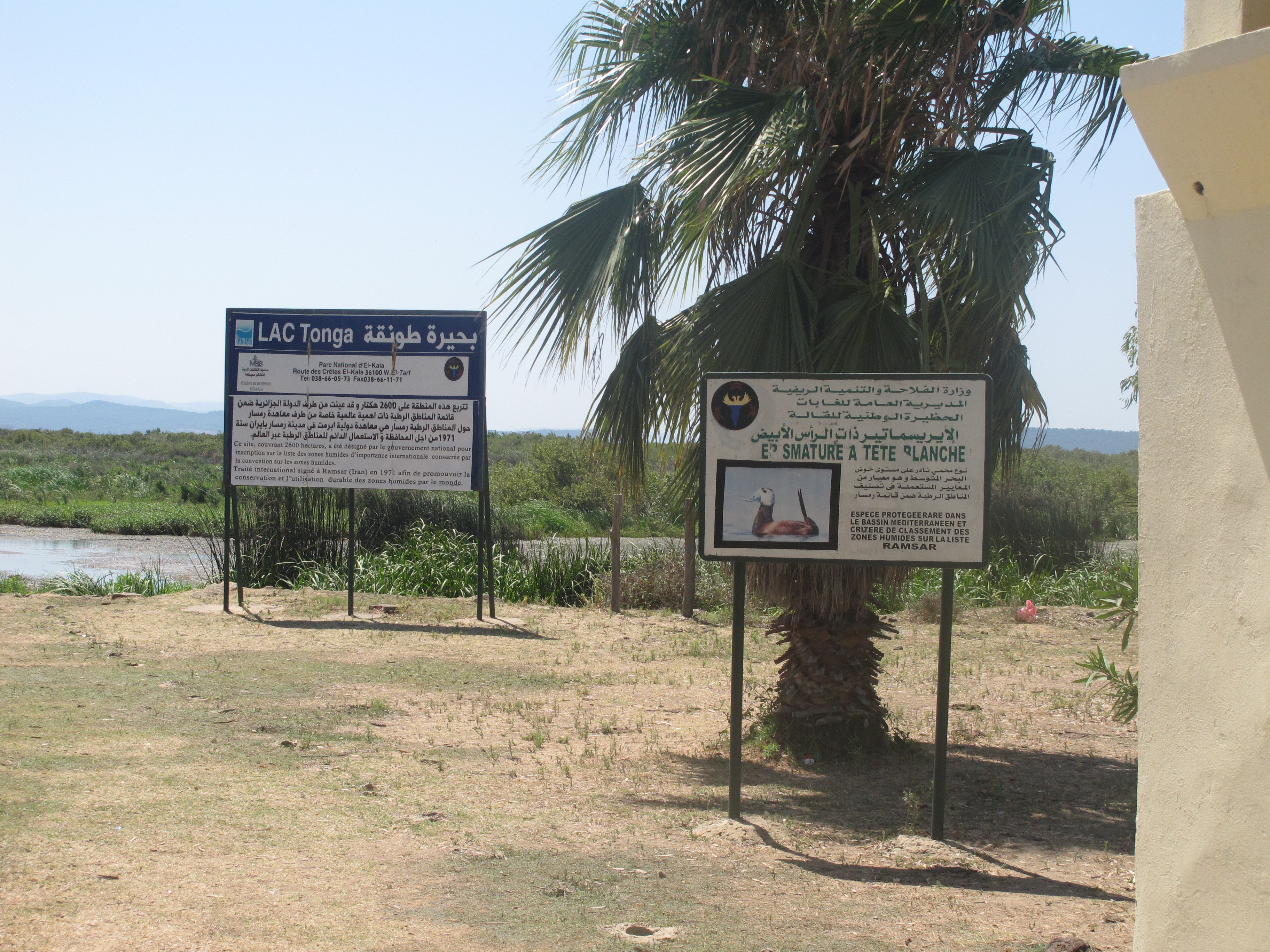
Plaque indicative au bord du Lac Tonga (Algérie) mentionnant la présence de l'Érismature à tête blanche.

Lors d'une étude faite de 1996 à 2001 dans la zone humide espagnole de El Hondo (considérée comme « domaine clé pour la sarcelle marbrée et l'érismature à tête blanche »), 71 % des gésiers d'érismatures à tête blanche trouvés morts ou moribonds contenaient au moins un plomb, contre 21 % des gésiers de sarcelle marbrée, espèce vulnérable également concernée par l'ingestion de grenaille. Un à quatre plomb suffisent à induire une intoxication mortelle (on parle de saturnisme aviaire). La contamination augmente avec l'âge. Le plomb passe dans le sang puis dans divers organes dont le cerveau. La plus grande partie du plomb que l'animal ne peut excréter sera stockée dans les os et les plumes. Le reste est principalement stocké dans le foie, avec chez les érismatures concernés des symptômes visibles d'intoxication de cet organe. La pollution et la prédation des œufs et/ou de jeunes par des rats et chiens sont des causes de régression connues, mais selon cette étude, le plomb de chasse est la première menace pour ces deux espèces ; ils invitent à faire des recherches complémentaires sur la contamination des plantes, invertébrés, de l'eau et des sédiments pour les autres métaux, ainsi que pour étudier leurs possibles effets sub-létaux.

L'origine cynégétique du plomb trouvé dans le foie ou les os des érismatures (et de la sarcelle) a été confirmée par des analyses isotopiques Chez cette espèce, le plomb s'accumule surtout dans les os, mais également à forte concentration dans le foie (moyenne géométrique pour l'os = 88.9 ppm, maximale = 419 ppm alors que pour le foie la moyenne géométrique est de 16.8 ppm, et le maximum 57.0 ppm). Le rapport 206 Pb / 207 Pb dans le foie et les os est le même que chez la sarcelle et ne montre pas de différences significatives par rapport aux ratios mesurés dans la grenaille de plomb de chasse ce qui soutient l'hypothèse que le plomb de chasse en est bien à l'origine.